# Estación de Mirabel
Mirabel es una estación ferroviaria situada en el municipio español de Mirabel en la provincia de Cáceres, comunidad autónoma de Extremadura. Cuenta con servicios limitados de media distancia operados por Renfe.

## Situación ferroviaria
Las instalaciones se encuentran situadas en el punto kilométrico 265,4 de la línea férrea de ancho ibérico Madrid-Valencia de Alcántara, entre las estaciones de Monfragüe y de Casas de Millán. Este kilometraje se corresponde con el trazado clásico entre Madrid y la frontera portuguesa por Talavera de la Reina y Cáceres. El tramo es de vía única y está sin electrificar.

## Historia
La estación fue inaugurada el 20 de octubre de 1881 con la apertura al tráfico del tramo Malpartida de Plasencia-Arroyo de la línea que pretendía prolongar la línea Madrid-Malpartida de Plasencia hasta la frontera portuguesa por Cáceres y Valencia de Alcántara buscando así un enlace con Portugal más directo al ya existente por Badajoz. Las obras corrieron a cargo de la Compañía de los Ferrocarriles de Madrid a Cáceres y Portugal. A pesar de contar con este importante trazado que tenía en Madrid como cabecera a la estación de Delicias la compañía nunca gozó de buena salud financiera siendo intervenida por el Estado en 1928 quien creó para gestionarla la Compañía Nacional de los Ferrocarriles del Oeste. En 1941, con la nacionalización de la totalidad de la red ferroviaria española la estación pasó a ser gestionada por RENFE. Desde el 31 de diciembre de 2004 Renfe Operadora explota la línea mientras que Adif es la titular de las instalaciones ferroviarias.

## Servicios ferroviarios

### Larga Distancia
La estación carece de servicios de Larga Distancia desde el 19 de julio de 2022, tras la apertura del tramo de altas prestaciones entre Plasencia y Badajoz.

### Media Distancia
En esta estación efectúa parada un solo tren diario por sentido entre Madrid-Atocha-Cercanías y Cáceres.
| Línea MD | Trenes          | Origen/Destino          |  | Destino/Origen |
| -------- | --------------- | ----------------------- |  | -------------- |
| 52       | Regional Exprés | Madrid-Atocha Cercanías |  | Cáceres        |